# Hentaller Lajos
Hentaller Lajos (Jászberény, 1852. október 23. – Budapest, 1912. május 3.) politikus, publicista.

## Életpályája
Hentaller Ede és Batta Szilárda fia. Atyja korán meghalt, özvegy anyja Budára költözött és Hentaller a gimnáziumot ott és a pesti piaristáknál végezte. A pesti egyetemen jogot tanult.
1871-ben már szerepelt mint az egyetemi fiatalság egyik szóvivője; tevékeny tagja volt a jogász-segélyző-egylet választmányának és 1872-ben a központi ellenzéki körnek. 1873-tól Budapest főváros szolgálatában állt. Jelentős részt vállalt az 1875-1876. évi árvíz mentési munkálatainak szervezésében. 1876-ban, az orosz–török háború idején tevékenyen részt vett a budapesti törökbarát megmozdulásokon. 1877-ben az újságírói pályára lépett, s különböző lapok (Egyetértés, Függetlenség, Magyar Újság, Budapesti Újság) szerkesztőségében dolgozott.
Kossuth Lajos lelkes híve volt.  Először az 1881-es választások során lett országgyűlési képviselő függetlenségi párti programmal a fülöpszállási kerületben. Az 1884-esen és az azt követő 1887-es választásokon is kimaradt a házból, de egy 1889-es időközi gyöngyösi választást megnyerve újra bejutott, amit az 1892-es általános választásokon sikerült megismételnie. 1893 májusában az egyházpolitikai küzdelmek idején kilépett a Függetlenségi Pártból és az Eötvös Károly vezette frakcióhoz (Függetlenségi Néppárt, avagy „Eötvös-párt”) csatlakozott. Mikor azok 1895-ben visszatértek a Függetlenségi Pártba, Hentaller is csatlakozott. Az 1896-os választásokon így már régi pártja színeiben győzedelmeskedett a dárdai kerületben. Az 1901-es választásokon újfent kiesett a parlamentből, de pár hónap múlva Gyomán egy időközin újra mandátumot nyert. Az 1905-ös és 1906-os választásokon Somlóvásárhelyen tudott diadalmaskodni, de az 1910-es választásokon újfent elvérzett.
Politikai álláspontját tükrözték a szabadságharccal foglalkozó írásai is. Felesége Hentaller Mariska színésznő, – Pauli Richárd énekes, az első magyar operaház igazgatója és Markovics Ilka operaénekes lánya – volt, aki a Népszínházban és operettekben szerepelt. Testvérei Hentaller Elma és Faylné Hentaller Mariska; mindketten több könyvet, főleg ifjúsági és mesekönyveket írtak.
A családi legendárium szerint egyik gyermekét el is vitte Torinóba Kossuth Lajoshoz, akit keresztszülőnek is felkért, és ott volt azok között is, akik Kossuth koporsóját vitték.

## Főbb művei
- A fülöpszállási választókhoz (Kecskemét, 1884)
- Politikusaink pongyolában. Tollrajzok a képviselőházból (Budapest, 1886) Online
- Görgey mint politikus (Budapest, 1889)
- A civilizált oláhok. Pár megjegyzés a román fészkelődésekre (Szeged, 1891)
- Kossuth és kora (Budapest, 1894)
- Gróf Esterházy Miksa emlékezete (Budapest, 1894)
- A balavásári szüret (Budapest, 1894)
- Petőfi mint követ jelölt (Budapest, 1895)
- A szabadságharc dalai (antológia, Budapest, 1895)
- Sérelmeink a Habsburgok alatt (Budapest, 1905)
- Vérrózsák (Budapest, 1906)

## További információk

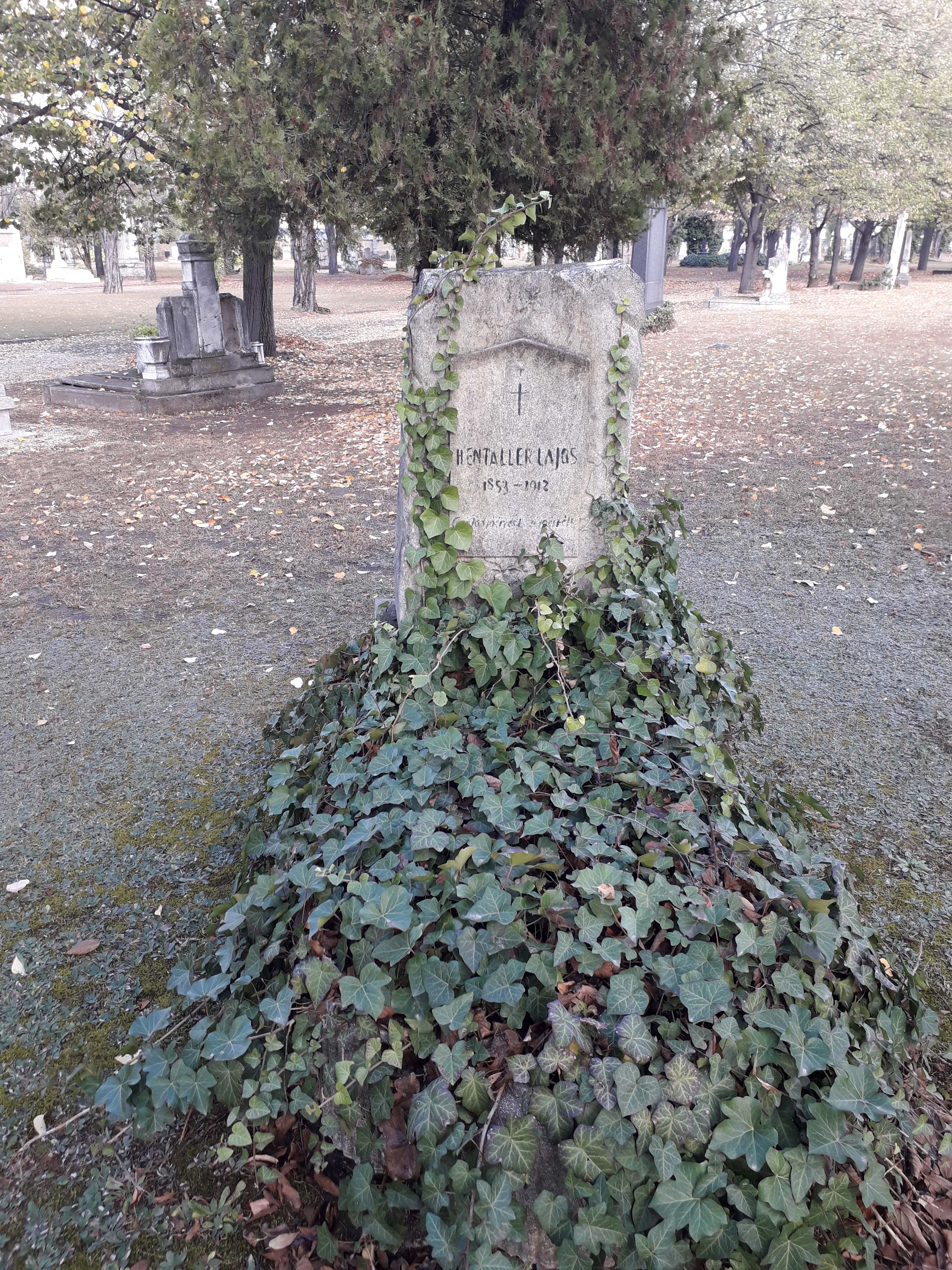
Sírja a Fiumei úti sírkertben (10-1-97)